# Adenoviridae
Adenoviridae er en virusfamilie der tilhører gruppen af dobbeltstrenget DNA-virus (gruppe I, dsDNA).
Der kendes 34 typer, der inficerer mennesker. De foretrækker slimhinder og kan opholde sig i årevis i lymfevæv. Visse typer kan medføre tumorer hos nyfødte hamstere.
De forårsager:
- Akut respiratorisk sygdom
- Febril catarrhalia
- Pharyngitis
- Conjunctivitis